# Денисон (Охајо)
Денисон (енгл. Dennison) град је у америчкој савезној држави Охајо.

## Демографија
По попису из 2010. године број становника је 2.655, што је 337 (-11,3%) становника мање него 2000. године.
| Група             | 2000.         | 2010.         |
| Белци             | 2.863 (95,7%) | 2.555 (96,2%) |
| Афроамериканци    | 49 (1,6%)     | 27 (1,0%)     |
| Азијати           | 3 (0,1%)      | 6 (0,2%)      |
| Хиспаноамериканци | 30 (1,0%)     | 26 (1,0%)     |
| Укупно            | 2.992         | 2.655         |